# Associazione Calcio Brescia 1938-1939
Questa pagina raccoglie i dati riguardanti l'Associazione Calcio Brescia nelle competizioni ufficiali della stagione 1938-1939.

## Stagione
La formazione bresciana ha partecipato al campionato di Serie C 1938-1939: ha vinto il girone C con 38 punti grazie al miglior quoziente reti sul Varese. Ammesso al girone finale A, si è classificato primo con 8 punti ed è stato promosso in Serie B con l'Udinese, seconda con punti 7.
Il 18 dicembre 1938 in Brescia-Legnano 2-1, il Brescia era rimasto senza i suoi due portieri; in porta ha giocato dall'inizio il terzino Bernardo Poli che se l'è cavata egregiamente.
In Coppa Italia nel turno preliminare di qualificazione ha superato per 2-0 il Crema; nel primo turno ha battuto l'Alfa Romeo per 1-0. Al secondo turno ha pareggiato a Reggio Emilia con la Reggiana per 1-1 dopo i tempi supplementari e nella gara decisiva a Brescia ha vinto 1-0. Al terzo turno ha perso per mano del Venezia per 1-0.

## Rosa
| N. |                   | Ruolo | Calciatore          |
| -- | ----------------- | ----- | ------------------- |
|    | Italia (bandiera) | P     | Giuseppe Romano     |
|    | Italia (bandiera) | P     | Guerino Magri       |
|    | Italia (bandiera) | P     | Bernardo Poli       |
|    | Italia (bandiera) | D     | Mario Bergamaschi   |
|    | Italia (bandiera) | D     | Bernardo Poli       |
|    | Italia (bandiera) | D     | Riccardo Bonometti  |
|    | Italia (bandiera) | D     | Giovanni Gasparini  |
|    | Italia (bandiera) | D     | Luciano Barbareschi |
|    | Italia (bandiera) | D     | Renato Cervati      |
|    | Italia (bandiera) | C     | Evaristo Frisoni    |

| N. |                   | Ruolo | Calciatore        |
| -- | ----------------- | ----- | ----------------- |
|    | Italia (bandiera) | C     | Carlo Albini      |
|    | Italia (bandiera) | C     | Gino Cavagnini    |
|    | Italia (bandiera) | C     | Angelo Gibertoni  |
|    | Italia (bandiera) | C     | Aldo Dusi         |
|    | Italia (bandiera) | C     | Virginio Meschini |
|    | Italia (bandiera) | A     | Giovanni Correnti |
|    | Italia (bandiera) | A     | Renato Gei        |
|    | Italia (bandiera) | A     | Eriberto Raffaini |
|    | Italia (bandiera) | A     | Paolo Perini      |
|    | Italia (bandiera) | A     | Enrico Grazioli   |

## Risultati

### Serie C Girone A

#### Girone di andata
| Biella 18 settembre 1938 1ª giornata | Biellese       | 0 – 0 | Brescia | Stadio Lamarmora\| Arbitro: \| Sorbi (Genova) \| |
| Arbitro:                             | Sorbi (Genova) |       |         |                                                  |

| Arbitro: | Ferrari (Vicenza) |

|                                    |           |  |
| Frisoni II 25’ (rig.) Raffaini 65’ | Marcatori |  |

| Arbitro: | Savio (Torino) |

|             |           |          |
| Brustia 86’ | Marcatori | 52’ Dusi |

| Arbitro: | Fuhrmann (Omegna) |

|                         |           |              |
| Albini 20’ Correnti 46’ | Marcatori | 71’ Barberis |

| Arbitro: | Motta (Pavia) |

|             |           |                         |
| Marazza 51’ | Marcatori | 30’ Albini 42’ Raffaini |

| Arbitro: | Zambotto (Padova) |

|                       |           |  |
| Albini 2’ 19’ Gei 75’ | Marcatori |  |

| Arbitro: | Tiberio (Gorizia) |

|                                           |           |  |
| Raffaini 35’ Bergamaschi 71’ Correnti 86’ | Marcatori |  |

| Arbitro: | Garbieri (Genova) |

|            |           |                |
| Comoli 40’ | Marcatori | 20’ 66’ Perini |

| Arbitro: | Di Pasquale (Varese) |

|                           |           |  |
| Correnti 34’ Raffaini 85’ | Marcatori |  |

| Arbitro: | Limido (Milano) |

|                                |           |         |
| Barbieri 50’ Varini 77’ (rig.) | Marcatori | 40’ Gei |

| Arbitro: | Stecig (Fiume) |

|                             |           |              |
| Frisoni II 52’ Correnti 77’ | Marcatori | 22’ Ferretti |

| Gallarate 1º gennaio 1939 12ª giornata | Gallaratese     | 0 – 0 | Brescia | Campo Alessandro Maino\| Arbitro: \| Scotto (Savona) \| |
| Arbitro:                               | Scotto (Savona) |       |         |                                                         |

| Arbitro: | Anceschi (Genova) |

|                             |           |  |
| Albini 18’ 26’ Correnti 74’ | Marcatori |  |

#### Girone di ritorno
| Arbitro: | De Benedictis (Padova) |

|                                           |           |                |
| Gibertoni 55’ Albini 56’ 61’ Raffaini 75’ | Marcatori | 88’ Malinverni |

| Arbitro: | Melioli (Genova) |

|                                 |           |            |
| Garrone 2’ Moalli 35’ Sardi 37’ | Marcatori | 46’ Albini |

| Arbitro: | Marini (Verona) |

|                                      |           |             |
| Dusi 6’ Gei 12’ 47’ Raffaini 56’ 60’ | Marcatori | 80’ Arienti |

| Arbitro: | Ghetti (Modena) |

|                                |           |  |
| Dondi 27’ Tremolada 74’ (rig.) | Marcatori |  |

| Arbitro: | Bertolio (Torino) |

|                             |           |  |
| Gibertoni 63’ Cavagnini 82’ | Marcatori |  |

| Milano 19 febbraio 1939 19ª giornata | Alfa Romeo     | 0 – 0 | Brescia | Campo dell'Alfa Romeo\| Arbitro: \| Sorbi (Genova) \| |
| Arbitro:                             | Sorbi (Genova) |       |         |                                                       |

| Arbitro: | Garbieri (Genova) |

|               |           |              |
| Sallustio 42’ | Marcatori | 6’ Gibertoni |

| Brescia 5 marzo 1939 21ª giornata | Brescia             | 0 – 0 | Omegna | Stadium di Viale Piave\| Arbitro: \| Capitanio (Venezia) \| |
| Arbitro:                          | Capitanio (Venezia) |       |        |                                                             |

| Arbitro: | Anceschi (Genova) |

|  |           |                |
|  | Marcatori | 84’ Frisoni II |

| Brescia 19 marzo 1939 23ª giornata | Brescia        | 0 – 0 | Como | Stadium di Viale Piave\| Arbitro: \| Neri (Vicenza) \| |
| Arbitro:                           | Neri (Vicenza) |       |      |                                                        |

| Arbitro: | Cardinali (Milano) |

|  |           |          |
|  | Marcatori | 68’ Dusi |

| Arbitro: | Garbieri (Genova) |

|                    |           |  |
| Albini 3’ Dusi 29’ | Marcatori |  |

| Varese 16 aprile 1939 26ª giornata | Varese            | 0 – 0 | Brescia | Stadio Littorio di Masnago\| Arbitro: \| Bertolio (Torino) \| |
| Arbitro:                           | Bertolio (Torino) |       |         |                                                               |

##### Girone finale
| Arbitro: | Mantovani (Mirabello) |

|               |           |  |
| Tabanelli 41’ | Marcatori |  |

| Arbitro: | Zavattaro (Casale Monferrato) |

|                |           |  |
| Vanara 37’ 43’ | Marcatori |  |

| Arbitro: | Coletti (Treviso) |

|                                                    |           |                 |
| Frisoni II 47’, 76’ (rig.) Grazioli 52’ Albini 58’ | Marcatori | 32’ De Stefanis |

| Arbitro: | Galeati (Bologna) |

|                       |           |               |
| Grazioli 30’ Dusi 51’ | Marcatori | 53’ Tabanelli |

| Arbitro: | Bertolio (Torino) |

|                                      |           |           |
| Albini 19’, 72’ Gei 20’ Grazioli 67’ | Marcatori | 64’ Nervi |

| Arbitro: | Dattilo (Roma) |

|  |           |         |
|  | Marcatori | 60’ Gei |

## Statistiche

### Statistiche di squadra
| Competizione            | Punti | In casa | In casa | In casa | In casa | In casa | In casa | In trasferta | In trasferta | In trasferta | In trasferta | In trasferta | In trasferta | Totale | Totale | Totale | Totale | Totale | Totale | DR  |
| Competizione            | Punti | G       | V       | N       | P       | Gf      | Gs      | G            | V            | N            | P            | Gf           | Gs           | G      | V      | N      | P      | Gf     | Gs     | DR  |
| ----------------------- | ----- | ------- | ------- | ------- | ------- | ------- | ------- | ------------ | ------------ | ------------ | ------------ | ------------ | ------------ | ------ | ------ | ------ | ------ | ------ | ------ | --- |
| Serie C (girone C)      | 38    | 13      | 11      | 2       | 0       | 30      | 4       | 13           | 4            | 6            | 3            | 10           | 11           | 26     | 15     | 8      | 3      | 40     | 15     | +25 |
| Serie C (girone finale) | 8     | 3       | 3       | 0       | 0       | 10      | 3       | 3            | 1            | 0            | 2            | 1            | 3            | 6      | 4      | 0      | 2      | 11     | 6      | +5  |
| Coppa Italia            |       | 4       | 3       | 0       | 1       | 4       | 1       | 1            | 0            | 1            | 0            | 1            | 1            | 5      | 3      | 1      | 1      | 5      | 2      | +3  |
| Totale                  | 46    | 20      | 17      | 2       | 1       | 44      | 8       | 17           | 5            | 7            | 5            | 12           | 15           | 37     | 22     | 9      | 6      | 56     | 23     | +33 |

### Statistiche dei giocatori
| Giocatore      | Serie C  | Serie C | Coppa Italia | Coppa Italia | Totale   | Totale |
| Giocatore      | Presenze | Reti    | Presenze     | Reti         | Presenze | Reti   |
| -------------- | -------- | ------- | ------------ | ------------ | -------- | ------ |
| G. Romano      | 22       | -15     | ?            | ?            | 22+      | -15+   |
| G. Magri       | 9        | -5      | ?            | ?            | 9+       | -5+    |
| B. Poli        | 1        | -1      | ?            | ?            | 1+       | -1+    |
| M. Bergamaschi | 29       | 0       | ?            | ?            | 29+      | 0+     |
| B. Poli        | 29       | 0       | ?            | ?            | 29+      | 0+     |
| R. Bonometti   | 7        | 0       | ?            | ?            | 7+       | 0+     |
| G. Gasparini   | 27       | 0       | ?            | ?            | 27+      | 0+     |
| L. Barbareschi | 4        | 1       | ?            | ?            | 4+       | 1+     |
| R. Cervati     | 29       | 0       | ?            | ?            | 29+      | 0+     |
| E. Frisoni     | 32       | 5       | ?            | ?            | 32+      | 5+     |
| C. Albini      | 27       | 13      | 1+           | 1            | 28+      | 14     |
| G. Cavagnini   | 2        | 1       | 1+           | 1            | 3+       | 2      |
| A. Gibertoni   | 26       | 3       | ?            | ?            | 26+      | 3+     |
| A. Dusi        | 24       | 5       | ?            | ?            | 24+      | 5+     |
| V. Meschini    | 3        | 0       | ?            | ?            | 3+       | 0+     |
| G. Correnti    | 25       | 5       | 2+           | 3            | 27+      | 8      |
| R. Gei         | 12       | 6       | ?            | ?            | 12+      | 6+     |
| E. Raffaini    | 31       | 7       | ?            | ?            | 31+      | 7+     |
| P. Perini      | 3        | 2       | ?            | ?            | 3+       | 2+     |
| E. Grazioli    | 10       | 3       | ?            | ?            | 10+      | 3+     |